# Barrio Los Pioneros (Argentina)
Barrio Los Pioneros é uma localidade do partido de Campana, da Província de Buenos Aires, na Argentina. Possui uma população estimada em 675 habitantes (INDEC 2001).